# Việt Hưng, Quảng Ninh
Việt Hưng là một phường thuộc tỉnh Quảng Ninh, Việt Nam.

## Địa lý
Phường Việt Hưng nằm ở phía tây thành phố Hạ Long, có vị trí địa lý:
- Phía đông giáp phường Hà Khẩu và xã Lê Lợi
- Phía tây giáp phường Đại Yên
- Phía nam giáp phường Hà Khẩu
- Phía bắc giáp phường Hoành Bồ và xã Sơn Dương.

Phường có diện tích 26,98 km², dân số năm 2010 là 10.165 người, mật độ dân số đạt 376 người/km².

## Lịch sử
Trước đây, Việt Hưng là một xã thuộc huyện Hoành Bồ, được thành lập vào năm 1949 trên cơ sở 6 xã cũ: Vạn Yên, Đồng Đăng, Nghĩa Lộ, Tiêu Dao, Đại Đán, An Tiêm.
Ngày 16 tháng 6 năm 1956, Ủy ban hành chính khu Hồng Quảng ban hành Quyết định số 647-TCCB sáp nhập thôn Đại Đán thuộc xã Việt Hưng vào xã Minh Thành, huyện Yên Hưng.
Ngày 2 tháng 7 năm 1964, Hội đồng Chính phủ ban hành Quyết định số 106-CP. Theo đó, sáp nhập xã Tuần Châu và các xóm Cái Dăm, Cái Lân, Đồng Mang, khu vực Xí nghiệp gạch Giếng Đáy thuộc xã Việt Hưng vào thị xã Hồng Gai.
Ngày 16 tháng 1 năm 1979, Hội đồng Chính phủ ban hành Quyết định số 17-CP. Theo đó, tách hai thôn Tiêu Dao, Yên Tiêm thuộc xã Việt Hưng, huyện Hoành Bồ và tiểu khu Giếng Đáy thuộc thị trấn Bãi Cháy, thị xã Hồng Gai để thành lập thị trấn Giếng Đáy trực thuộc thị xã Hồng Gai.
Ngày 16 tháng 8 năm 2001, Chính phủ ban hành Nghị định số 51/2001/NĐ-CP. Theo đó, chuyển xã Việt Hưng về thành phố Hạ Long quản lý.
Ngày 12 tháng 6 năm 2006, Chính phủ ban hành Nghị quyết số 58/2006/NĐ-CP. Theo đó:
- Điều chỉnh 40,2 diện tích tự nhiên và 12 người của xã Việt Hưng về phường Hùng Thắng quản lý
- Điều chỉnh 190,2 ha diện tích tự nhiên và 714 người của xã Việt Hưng về phường Hà Khẩu quản lý.

Sau khi điều chỉnh địa giới hành chính, xã Việt Hưng còn lại 3.169,6 ha diện tích tự nhiên và 8.686 người.
Ngày 5 tháng 2 năm 2010, Chính phủ ban hành Nghị quyết số 07/NQ-CP. Theo đó, thành lập phường Việt Hưng trên cơ sở toàn bộ 2.698,07 ha diện tích tự nhiên và 10.165 người của xã Việt Hưng.